# Benetton B190

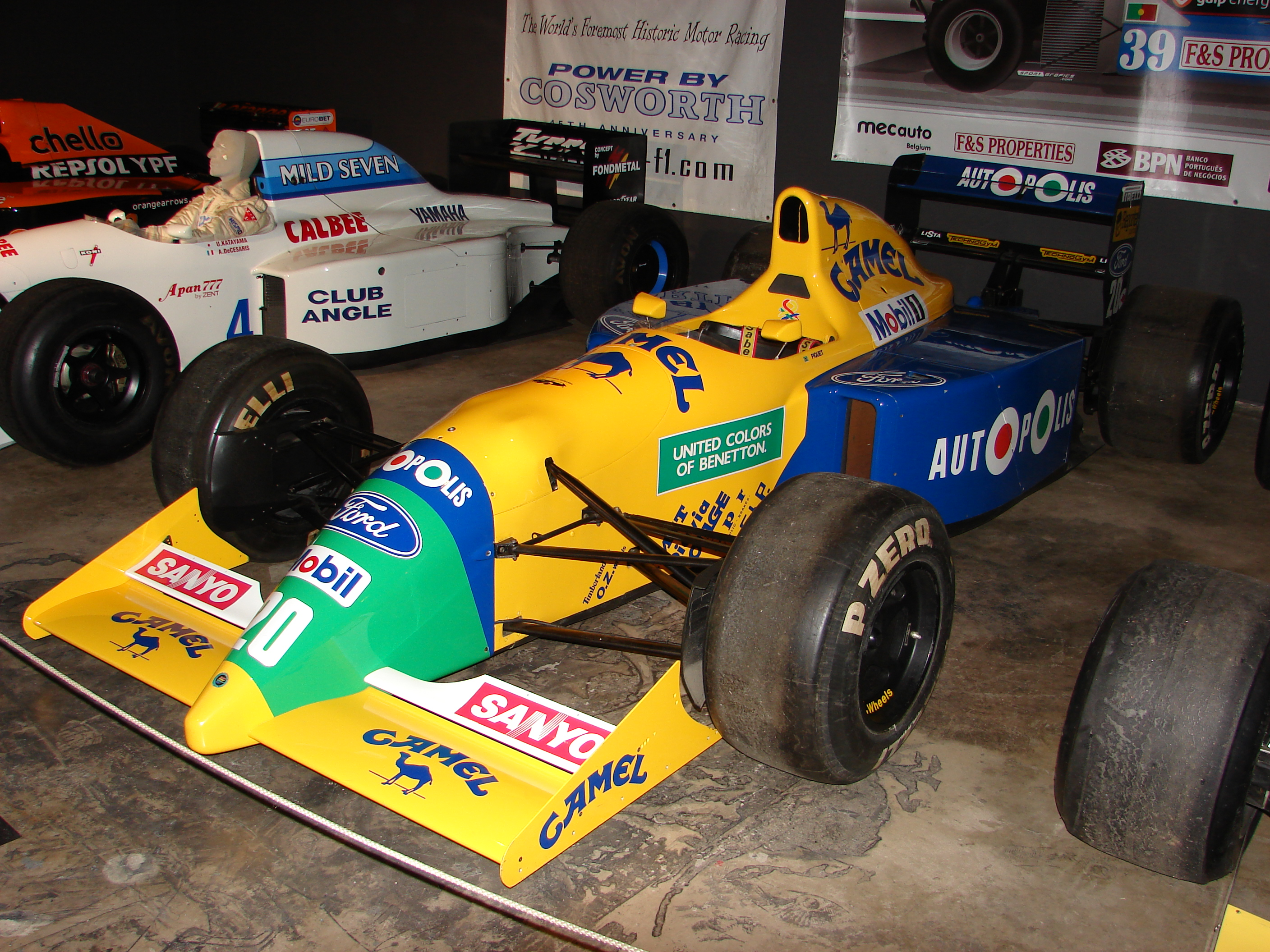
Benetton B190B

Der Benetton B190 war ein Formel-1-Rennwagen, mit dem das Benetton-Team 1990 und Anfang 1991 an der Weltmeisterschaft teilnahm. Konstruiert wurde das Auto von John Barnard.

## Technik und Entwicklung
Das Saisonziel 1990 von Benetton war, einen Grand Prix zu gewinnen. Mit den Siegen von Nelson Piquet beim Großen Preis von Japan und dem Großen Preis von Australien wurde das Ziel erreicht. Die Stärke des Benetton B190 war die Zuverlässigkeit. Der B190 verwendete den 1989 erschienenen Cosworth-Achtzylindermotor vom Typ HB, der sich von dem älteren DFR unter anderem durch einen schmaleren Zylinderbankwinkel von 75 Grad unterschied. Er hatte aber nicht die Kraft wie der Honda-Motor von McLaren und der Ferrari-Motor. Das Chassis des Benetton galt unter der Konkurrenz als eines der besten und erlaubte den Piloten häufig ganz vorne mitzufahren. Der B190 wog 505 kg und hatte einen 200-Liter-Tank. Der Motor wog 140 kg, hatte einen Hubraum von 3497 cm³ und leistete bei 12.700 Umdrehungen in der Minute rund 645 PS (474 kW). Das Sechsganggetriebe wurde von Benetton produziert. Nach kleinen Modifikationen an der Aerodynamik und an der Sicherheit für die Saison 1991 hieß das Auto Benetton B190B.

## Produktion
In Enstone (Oxfordshire/GBR) wurden insgesamt neun Chassis des B190/B190B gebaut.

## Sponsoren
Gemäß dem Firmenslogans „United Colors of Benetton“ des Teameigners Benetton, der auch als Hauptsponsor auf der Motorenabdeckung warb, war das Fahrzeug in der Saison 1990 in Primärfarben lackiert: Mit grüner Fahrzeugfront, gelber Motorenabdeckung, rot-hellblauen Seitenkästen und hellblauem Fahrzeugheck. Als weiterer Sponsor warb die japanische Rennstrecke Autopolis auf den Seitenkästen, auf dem Heckflügel und auf der Fahrzeugnase. Ebenso war auf den Seitenkästen das Logo von Riello zu sehen, eines italienischen Herstellers von Heizkesseln und Thermen, und auf der Seite der Fahrzeugfront jenes des japanischen Elektronikkonzerns Sanyo. Außerdem warben die Teamausrüster Ford, Mobil 1 und Goodyear auf dem Fahrzeug.
Für die Einsätze zu Beginn der Saison 1991 änderte sich das Erscheinungsbild der Benetton B190B: Das Fahrzeug war vorwiegend gelb lackiert, die Seitenkästen dunkelblau und nur noch die Fahrzeugspitze grün. Hauptsponsor des Teams wurde die Zigarettenmarke Camel, deren Logo nun auf der gelben Motorenabdeckung und auf den Seitenteilen der Frontflügel platziert wurde. Autopolis dagegen warb weiterhin großflächig auf dem Fahrzeug, die Aufkleber von Sanyo rückten von der Fahrzeugseite auf die Frontflügel. Riello sponserte dagegen Benetton 1991 nicht mehr.

## Fahrer
Als erster Fahrer wurde der dreifache Weltmeister Nelson Piquet verpflichtet, daneben Alessandro Nannini. Wegen eines Helikopter-Absturzes vor dem GP von Japan, bei dem Nannini beinahe einen Arm verloren hatte, wurde Roberto Moreno engagiert.

## Ergebnisse
| Jahr | Team/Chassis   | Motor        | Fahrer     | 1   | 2 | 3 | 4   | 5   | 6 | 7  | 8   | 9   | 10  | 11 | 12 | 13 | 14  | 15 | 16 | Punkte | Rang |
| ---- | -------------- | ------------ | ---------- | --- | - | - | --- | --- | - | -- | --- | --- | --- | -- | -- | -- | --- | -- | -- | ------ | ---- |
| 1990 | Benetton B190  | Ford HBA4 V8 |            |     |   |   |     |     |   |    |     |     |     |    |    |    |     |    |    | 71*    | 3.   |
| 1990 | Benetton B190  | Ford HBA4 V8 | A. Nannini |     |   | 3 | DNF | DNF | 4 | 16 | DNF | 2   | DNF | 4  | 8  | 6  | 3   |    |    | 71*    | 3.   |
| 1990 | Benetton B190  | Ford HBA4 V8 | R. Moreno  |     |   |   |     |     |   |    |     |     |     |    |    |    |     | 2  | 7  | 71*    | 3.   |
| 1990 | Benetton B190  | Ford HBA4 V8 | N. Piquet  |     |   | 5 | DSQ | 2   | 6 | 4  | 5   | DNF | 3   | 5  | 7  | 5  | DNF | 1  | 1  | 71*    | 3.   |
| 1991 | Benetton B190B | Ford HBA4 V8 |            |     |   |   |     |     |   |    |     |     |     |    |    |    |     |    |    | 38,5*  | 4.   |
| 1991 | Benetton B190B | Ford HBA4 V8 | R. Moreno  | DNF | 7 |   |     |     |   |    |     |     |     |    |    |    |     |    |    | 38,5*  | 4.   |
| 1991 | Benetton B190B | Ford HBA4 V8 | N. Piquet  | 3   | 5 |   |     |     |   |    |     |     |     |    |    |    |     |    |    | 38,5*  | 4.   |

- 4 Punkte gefahren 1990 mit dem Benetton B189B
* 32,5 Punkte gefahren 1991 mit dem Benetton B191

| Legende  | Legende            | Legende                                                          |
| Farbe    | Abkürzung          | Bedeutung                                                        |
| -------- | ------------------ | ---------------------------------------------------------------- |
| Gold     | –                  | Sieg                                                             |
| Silber   | –                  | 2. Platz                                                         |
| Bronze   | –                  | 3. Platz                                                         |
| Grün     | –                  | Platzierung in den Punkten                                       |
| Blau     | –                  | Klassifiziert außerhalb der Punkteränge                          |
| Violett  | DNF                | Rennen nicht beendet (did not finish)                            |
| Violett  | NC                 | nicht klassifiziert (not classified)                             |
| Rot      | DNQ                | nicht qualifiziert (did not qualify)                             |
| Rot      | DNPQ               | in Vorqualifikation gescheitert (did not pre-qualify)            |
| Schwarz  | DSQ                | disqualifiziert (disqualified)                                   |
| Weiß     | DNS                | nicht am Start (did not start)                                   |
| Weiß     | WD                 | zurückgezogen (withdrawn)                                        |
| Hellblau | PO                 | nur am Training teilgenommen (practiced only)                    |
| Hellblau | TD                 | Freitags-Testfahrer (test driver)                                |
| ohne     | DNP                | nicht am Training teilgenommen (did not practice)                |
| ohne     | INJ                | verletzt oder krank (injured)                                    |
| ohne     | EX                 | ausgeschlossen (excluded)                                        |
| ohne     | DNA                | nicht erschienen (did not arrive)                                |
| ohne     | C                  | Rennen abgesagt (cancelled)                                      |
| ohne     | keine WM-Teilnahme |                                                                  |
| sonstige | P/fett             | Pole-Position                                                    |
| sonstige | 1/2/3/4/5/6/7/8    | Punktplatzierung im Sprint-/Qualifikationsrennen                 |
| sonstige | SR/kursiv          | Schnellste Rennrunde                                             |
| sonstige | *                  | nicht im Ziel, aufgrund der zurückgelegten Distanz aber gewertet |
| sonstige | ()                 | Streichresultate                                                 |
| sonstige | unterstrichen      | Führender in der Gesamtwertung                                   |